# José Boiteux
José Boiteux este un oraș în Santa Catarina (SC), Brazilia.